# ドロシー・ドレーパー
ドロシー・ドレーパー（英語：Dorothy Draper、旧姓はTuckerman：タッカーマン、1889年11月22日 - 1969年3月11日）は、アメリカの女性インテリアコーディネーター。

## プロフィール

### 生い立ち
ドロシー・ドレーパー（旧姓・タッカーマン）はニューヨーク州にあるタキシード・パークで幼少時代を過ごす。
テューダー(チューダー)様式の屋敷に住み、休暇はフロリダの別荘や海外で過ごすといった裕福な家庭で育つ。
ドロシーの曽祖父はアメリカ合衆国独立宣言書にコネチカットの代表として署名したオリヴァー・ウォルコット。
1912年23歳の時に医師ジョージ・ドレーパーと結婚し、３児の母となる。ジョージ・ドレーパーは第32代アメリカ合衆国大統領の
フランクリン・ルーズベルトと大学時代からの旧友であり、主治医も務めた人物。ジョージ･ドレーパーとは1929年に離婚。
ルーズベルト夫妻（特に夫人のエレノア・ルーズベルト）、ウィンザー卿など名立たる著名人との親交を深める。
1969年、死去。

### キャリア
自宅の改装を機に、社交界の知人・友人からリフォームやインテリアコーディネートを依頼されるようになる。
それが不動産開発を手掛けるダグラス･エリーマンの目に留まり、マンハッタンのホテル、ラウンジの改装を請け負うようになる。
1923年に、Dorothy Draper&Company.Inc.を設立。アメリカで初めてのインテリア会社となる。

## 特徴
大胆且つ優美なデザインに斬新な色彩感覚を取り入れた”モダンバロックスタイル”の作品は、レストラン、ホテル、ラウンジ、劇場、乗用車、飛行機など多岐に亘り、”ドレーパータッチ”と称された。

## 作品
- 1930年　The Carlyle（カーライルホテル）　ニューヨーク、マンハッタン
- 1937年　the Hampshire House　ニューヨーク
- 1939年　the Arrowhead Springs Hotel　カリフォルニア
- 1941年　the Maison Coty　ニューヨーク
- 1941年　the Drake Hotel's Camelia House　シカゴ
- 1941年　Quintandinha　resort　ブラジル、ペトロポリス
- 1946年　the Greenbrier　resort　ウェストバージニア
- 1954年　the Metropolitan Museum ”Dorotheum”　カフェスペース

- Vanity chair　マリア・カラスのために制作されたバニティ・チェア

## 展示会
2006年　ニューヨーク市立美術館　『The high style of Dorothy Draper』
2007年　テキサス州ダラス　『In the Pink: The Legendary Life of Dorothy Draper』
2008年　フォート ローダーデール　 　
2010年　東京ビッグサイト　インテリアフェスティバル2010　『ドロシー・ドレーパーの世界展』

## 家族
- 曽祖父　オリヴァー・ウォルコット　アメリカ独立宣言の署名者の1人。コネチカット州知事
- 夫　ジョージ・ドレーパー　医師、フランクリン・ルーズベルト主治医
- 姪　ナンシー・タッカーマン　ジャクリーン・ケネディの公的秘書
- 義妹　ラズ・ドレーパー　女優
- 従兄弟　シスター・パリッシュ　インテリアデザイナー

## 出版
- 1939年　Decorating is Fun ! - How to be your own decorator!
- 1941年　Entertaining is Fun ! - How to be popular hostess